# Friedrichstraße

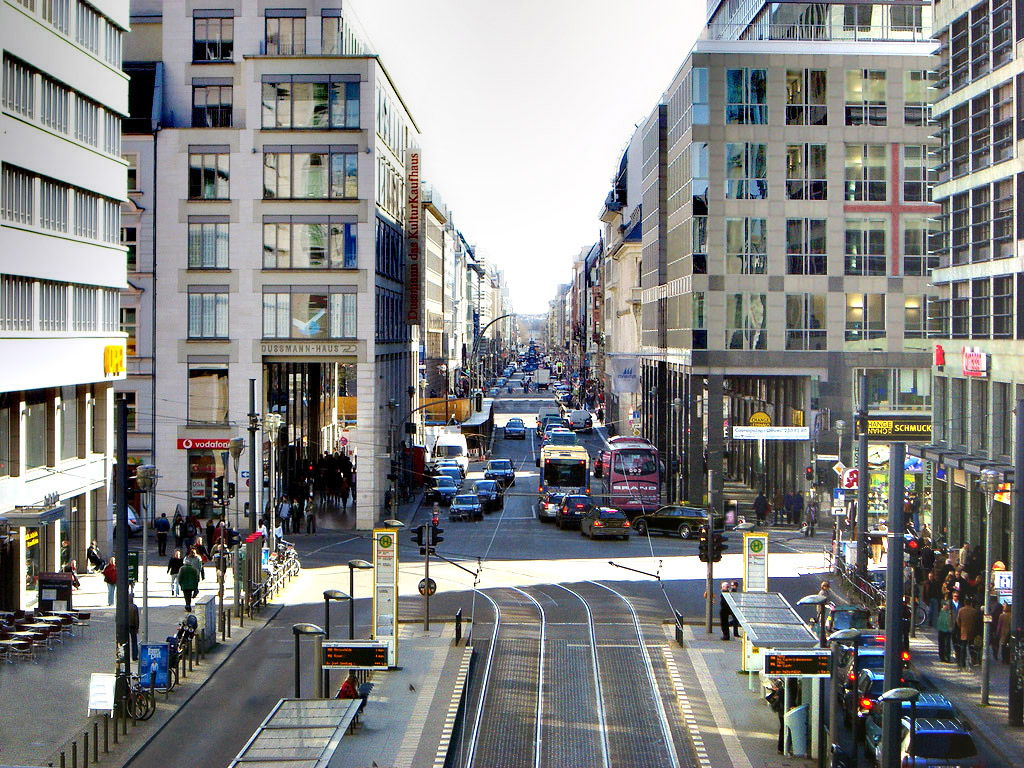
Vista de Friedrichstraße.

La Friedrichstraße (AFI:ˈfʀiːdʀɪçˌʃtʀaːsə) es una calle comercial en el centro de Berlín, que forma el centro del distrito de Friedrichstadt. 
Esta calle discurre desde el norte del distrito de Mitte, desde la calle Chausseestraße hasta la Hallesches Tor en el distrito de Kreuzberg. Debido a su sentido de norte a sur, forma importantes cruces con otras avenidas con sentido este-oeste, siendo las más importantes, la Leipziger Straße y la Unter den Linden. Por debajo de la calle discurre la línea U-6 del Metro de Berlín. 
A esta calle le fue otorgada el nombre del príncipe elector Federico I de Prusia.

## Historia

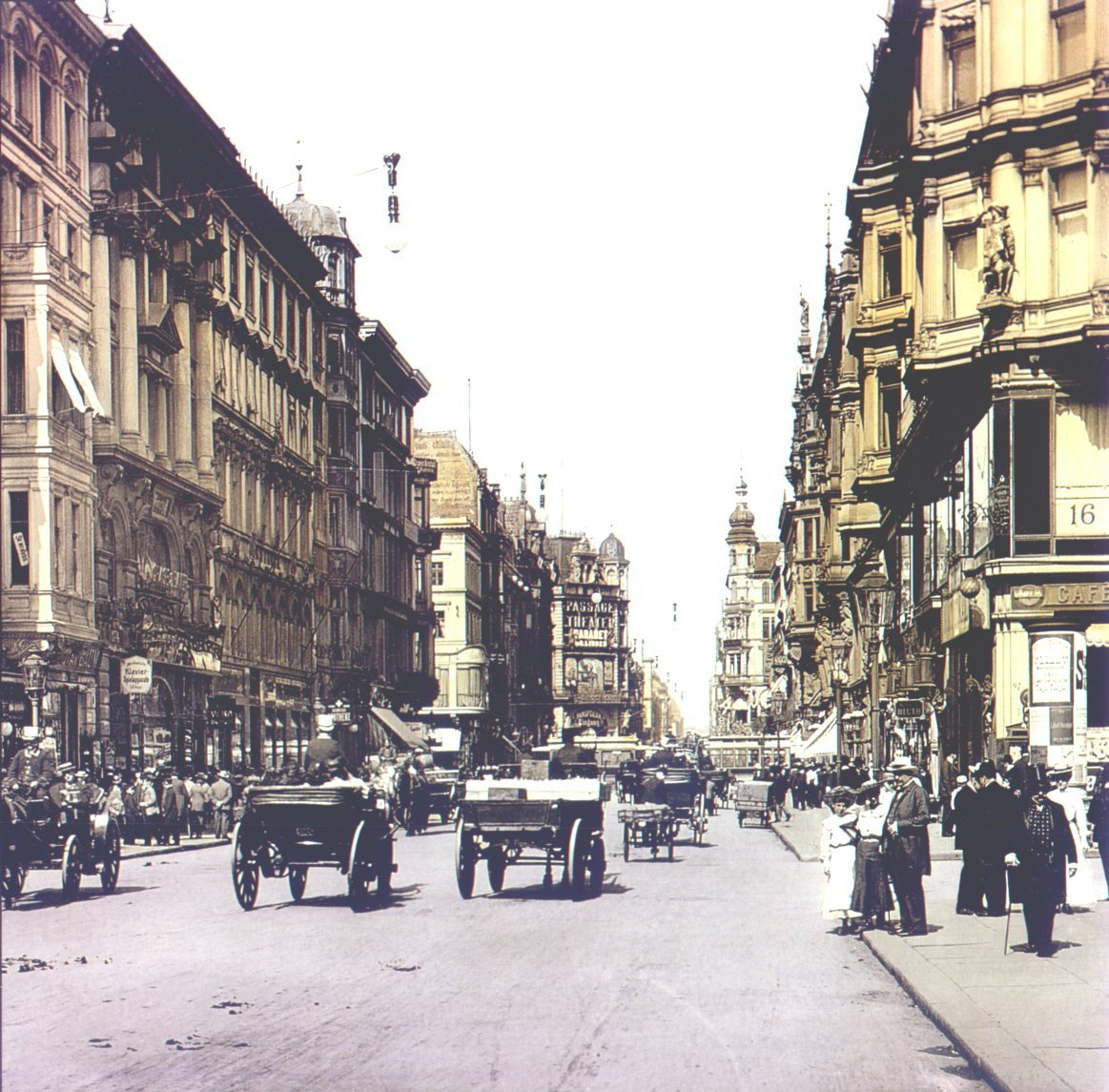
Friedrichstraße a principios del.

Esta calle fue inaugurada a principios del siglo XVIII como centro principal del distrito de Friedrichstadt. Esta calle es perpendicular a la Unter den Linden y la Leipziger Straße.
En el siglo XIX, se convirtió en una de las principales rutas comerciales más transitadas de la ciudad. 
Los bombardeos aliados sobre Berlín, destruyeron la mayor parte de los edificios. En 1961, la calle fue seccionada en dos por la construcción del Muro de Berlín. También fue la ubicación del paso fronterizo de Checkpoint Charlie.
Mientras que el sur de la calle, perteneciente al distrito de Kreuzberg en Berlín Oeste, fue reconstruida rápidamente, pero con descontento ya que solo se construyeron edificios populares de cemento. En Berlín Este, se ubicaba el sector norte de la Friedrichstraße, en el distrito de Mitte. Con la reunificación alemana, la calle se convirtió en una sola. La Friedrichstraße fue reconstruida en la década de 1990, hasta llegar a completar la reconstrucción del sector central de la calle, con grandes edificios comerciales, como la tienda departamental Galerías Lafayette en Berlín.